# Santiago Leandro Álvarez
Santiago Leandro Álvarez (Buenos Aires, 14 de agosto de 1987 es un futbolista argentino que juega en Zakynthos FC de la Beta Ethniki.

## Carrera
Álvarez debutó en el fútbol en el año 2007 jugando para Dock Sud jugando 13 partidos y marcando 3 goles, al mismo año pasaría a  Club Atlético Puerto Nuevo en donde jugaría hasta mediados del 2008 un total de 47 partidos y convirtiendo 8 goles. Al finalizar esa temporada, pasaría a jugar a Sportivo Barracas en donde jugaría 23 partidos en una temporada donde no marcó goles. En 2009 pasaría a jugar en el Club Atlético General Lamadrid donde jugará hasta el año 2011 consiguiendo el ascenso a la Primera B (Argentina) totalizando un total de 67 partidos y 6 goles. En ese mismo año sufre una rotura de ligamentos en la rodilla y deja momentáneamente el fútbol hasta que en 2013 recala en Club Atlético Argentino (Merlo) hasta mediados de 2015 donde jugó 45 partidos y no anotó goles.
En agosto de 2015 Álvarez firma con el Zakynthos FC de Grecia donde permaneció hasta el final del torneo en 2016 promediando 25 partidos y marcando un total de 3 goles.
En junio de 2016 firma con el FK Novi Pazar de la Superliga de Serbia.